# Vrhtrebnje
Vrhtrebnje este o localitate din comuna Trebnje, Slovenia, cu o populație de 85 de locuitori.